# Tudor Panțîru
Tudor Panțîru (n. 26 octombrie 1951, Baraboi, raionul Dondușeni, Republica Moldova) este un jurist și politician român din Republica Moldova, care a deținut funcția de deputat în primul Parlament al Republicii Moldova (1990-1994) și membru al Camerei Deputaților din Parlamentul României în legislatura 2008-2012.
În Parlamentul Republicii Moldova a fost președinte al comisiei juridice (1990-1992).
Din 2002 până în prezent este judecător internațional la Curtea Constituțională din Bosnia și Herțegovina, iar din februarie 2013 până în ianuarie 2018 a fost și judecător la Curtea Constituțională a Republicii Moldova.

## Biografie
Tudor Panțîru s-a născut pe 26 octombrie 1951 în satul Baraboi din raionul Dondușeni, RSS Moldovenească, URSS. În 1977 a absolvit facultatea de drept a Universității de Stat din Moldova. Între anii 1977-1980 a lucrat ca avocat și a fost membru al Asociației Avocaților din Republica Moldova. Apoi a devenit judecător la Judecătoria [raionului] Frunze din Chișinău (1980-1990), fiind președinte al acesteia în perioada 1987-1990. În anii 1988-1990 a fost președinte al Comisiei de evaluare, admitere și promovare a judecătorilor. În 1990 a devenit deputat în primul Parlament al Republicii Moldova, funcție deținută până în 1994, iar în primii doi ani de mandat (1990-1992) a fost și președinte al comisiei juridice în din parlament.
În anii 1992-1996 a fost ambasador și reprezentant permanent al Republicii Moldova pe lângă ONU. În 1995-2001 a fost judecător internațional la Curtea Europeană a Drepturilor Omului (CEDO), iar în 2001-aprile 2002 – consultant juridic la Departamentul Monitorizare al Consiliului Europei, la Strasbourg. În perioada aprilie 2002-ianuarie 2004 a fost judecător internațional la Secția Penală a Curții Supreme din Kosovo, iar în ianuarie 2004 - decembrie 2008 – judecător internațional la Misiunea ONU în Kosovo și președinte al Tribunalului Comercial ONU.
Începând cu anul 2002 este judecător internațional la Curtea Constituțională din Bosnia și Herțegovina. În perioada decembrie 2008 – decembrie 2012 a fost deputat în Parlamentul României, ales în circumscripția electorală nr.43 „DIASPORA”, colegiul uninominal nr.2 pe listele Alianței Politice Partidul Social Democrat + Partidul Conservator.
Din februarie 2013 este judecător la Curtea Constituțională a Republicii Moldova. A fost numit judecător la Curtea Constituțională la propunerea Consiliului Superior al Magistraturii. Prin cumul este și consultant juridic și coordonator de program în cadrul Programului Națiunilor Unite pentru Dezvoltare pe segmentul consolidării sistemului legislativ și judiciar.

## Distincții
- Ordinul Republicii[7]
- Medalia „Meritul Civic”[8]